# Salcedo (kanton)
Salcedo – kanton w Ekwadorze, w prowincji Cotopaxi. Stolicą kantonu jest Salcedo.